# Bigadiç
Bigadiç là một huyện thuộc tỉnh Balıkesir, Thổ Nhĩ Kỳ. Huyện có diện tích 1029 km² và dân số thời điểm năm 2007 là 49676 người, mật độ 48 người/km².